# Valle Castellana
Valle Castellana (I Piana in dialetto locale) è un comune italiano di 830 abitanti della provincia di Teramo in Abruzzo. Fa parte del Parco nazionale del Gran Sasso e Monti della Laga e dell'unione dei comuni montani della Laga.

## Geografia fisica
Posto su una lieve altura a 630 metri s.l.m. in provincia di Teramo, tra i Monti della Laga, il comune è ricompreso nella FURs di Ascoli Piceno.
La Vallata del Castellano va dalle quote medio basse (400 m s.l.m.) fino alle elevate cime che superano i 2400 metri sul livello del mare. La prevalenza di terreno marnoso-arenaceo, fa sì che l'acqua piovana, parzialmente assorbita, formi poi ruscelli e fiumi, molti dei quali danno vita a cascate d'acqua suggestive: la più famosa è quella della Morricana nei pressi della frazione Ceppo sul confine comunale. La diversità altimetrica, l'abbondanza di acqua e la varietà di microclimi presenti, hanno favorito la nascita e l'espansione di foreste e di fitti boschi. Si incontrano alberi di castagni, faggi, querce, olmi, frassini e tigli, ma il più raro è sicuramente l'abete bianco. Il clima montano con inverni nevosi ed estati miti favoriscono la nascita dei funghi porcini che insieme ai marroni sono riconosciuti in tutt'Italia per la loro bontà.
Il territorio di Valle Castellana confina a nord con i comuni marchigiani di Ascoli Piceno e Acquasanta Terme, a est con Civitella del Tronto, a sud con Rocca Santa Maria, Torricella Sicura e Campli, e ad ovest con i comuni laziali di Accumoli e Amatrice. Inoltre, è uno dei due comuni abruzzesi, insieme ad Alfedena, il cui territorio è confinante con due regioni.
Nella classificazione sismica della protezione civile è identificato come Zona 2, cioè zona a sismicità media, mentre nella classificazione climatica è contrassegnato come Zona E.

## Storia

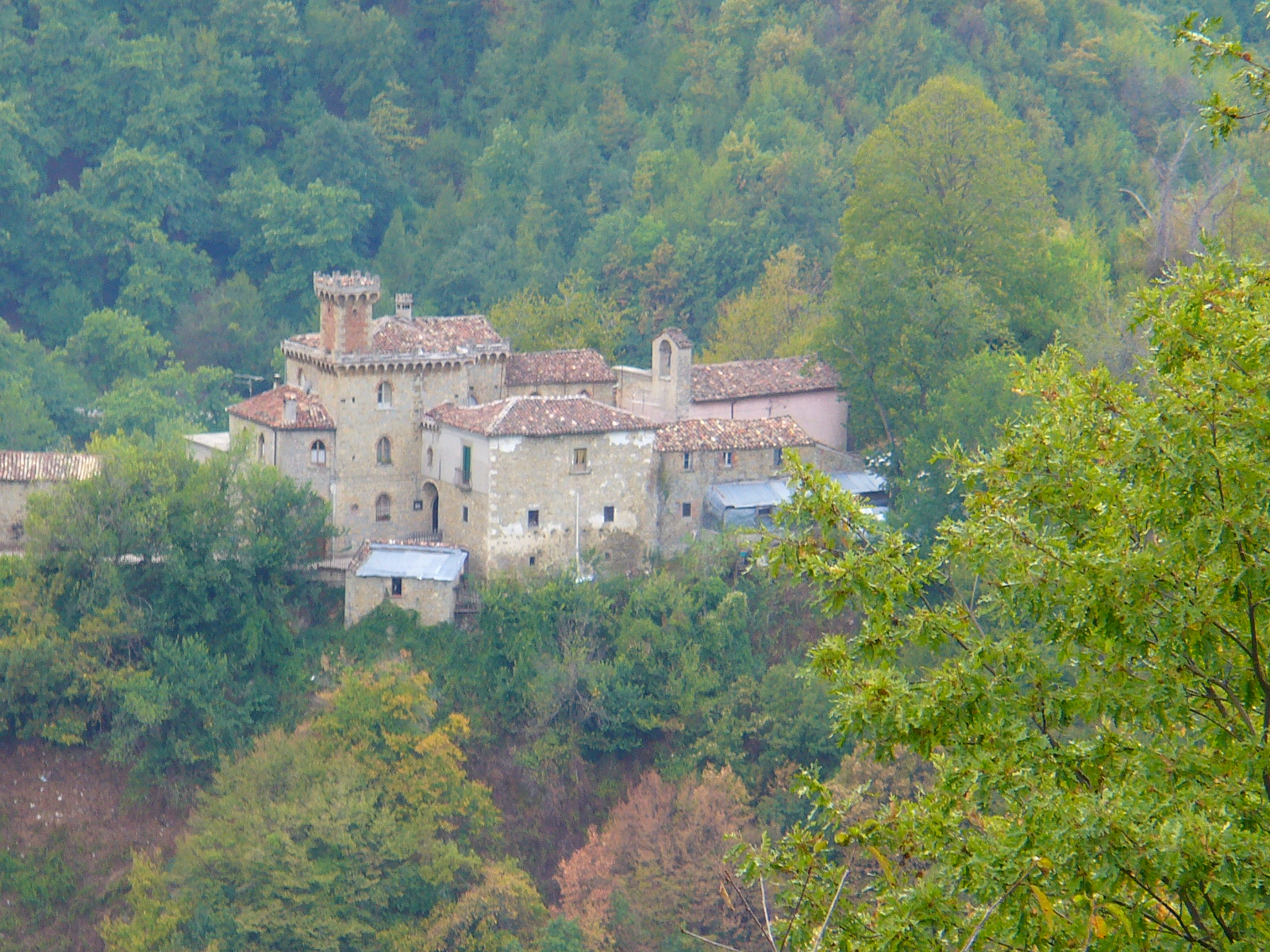
Veduta del Castello Bonifaci nella frazione di Vallenquina

Il nome ufficiale di Valle Castellana risale al 1285 quando Ceresia, Sorbo, Stornazzano, Rosaio con pubblico atto, decisero, dinanzi alla chiesa dell'Annunziata, di chiedere la cittadinanza ascolana dando il nome al paese.
A quei tempi i paesi si chiamarono castelli dal latino claustrella (cioè paesi chiusi e difesi). Ora nella Valle Castellana non esistono più castelli integri, ma solamente ruderi, il più importante è quello di Manfrino nei pressi di Macchia da Sole che secondo un'antica leggenda il nome attuale del castello deriva dal re Manfredi di Svevia che dimorò in queste terre. L'unico castello perfettamente integro e addirittura abitato è quello situato a Vallinquina, che risale però all'epoca romantica, di proprietà della famiglia nobile dei Bonifaci.
La storia di Valle Castellana è ricca di avvenimenti: stanziamenti di monaci e costruzioni di monasteri, combattimenti tra briganti e gendarmi, ricerche di antichi tesori, guerre e saccheggi, ma la notizia più antica riguarda il tracciato che deviando dalla Salaria allo Scandarello, portava ad Amatrice e da qui salendo sul crinale appenninico sotto il Pizzo (dove sono tracce di attraversamenti) scendeva sul bosco Martese per passare a Morrice, a Macchia da Borea, a Beretra.
Gli antichi storici dicono che il paese limitrofo di Pietralta, sarebbe stato fondato dagli ascolani in fuga dinanzi alle schiere longobarde del duca Faroaldo. A Santa Maria de monte Nigro dove visse san Cerbone, a quota 1300 circa, c'era ancora un priore nel 1433 residuo di una comunità benedettina.
Nel rinascimento la zona diventa popolosa e diventa una comunità di seconda classe, dopo essere stata alle dipendenze feudali dei Guiderocchi. Il brigantaggio ha ricoperto un ruolo assai rilevante nella storia di Valle Castellana, a partire dall'epoca rinascimentale fin verso il 1861. Questa piaga era favorita dal fatto che Valle Castellana era l'ultimo paese del regno borbonico posto proprio al confine con lo Stato Pontificio.
Nel 1853 Valle Castellana acquista dai limitrofi comuni dello Stato della Chiesa i villaggi di: Vignatico, Collegrato e Valloni posti alle pendici della Montagna dei Fiori nonché una striscia di terra che va da Colle San Marco verso il Monte Piselli; inoltre acquista i paesi di Pietralta, Morrice e Casanova, facendo così giungere in questa zona il confine del Regno delle Due Sicilie fino al torrente Castellano; esso diventa confine di stato anche nella zona adiacente al capoluogo, in quanto Valle Castellana perde le frazioni di Forcella, Vosci e Casa Bianchini.
Il figlio di Dante Pietro e il Buti accreditano l'ipotesi che esso corrisponda al fiume Verde di cui parla Manfredi nel Purgatorio e lungo il cui letto egli dice di essere stato sepolto:
(Dante Alighieri, Purgatorio, Canto III, (124-132))
In effetti, il bacino del Castellano trovasi sull'antico confine del Regno di Napoli con lo Stato della Chiesa, delineato dal crinale della vicina Montagna dei Fiori, direttrice che ancora oggi delimita a N-E il territorio comunale di Valle Castellana.

## Monumenti e luoghi d'interesse

### Architetture religiose

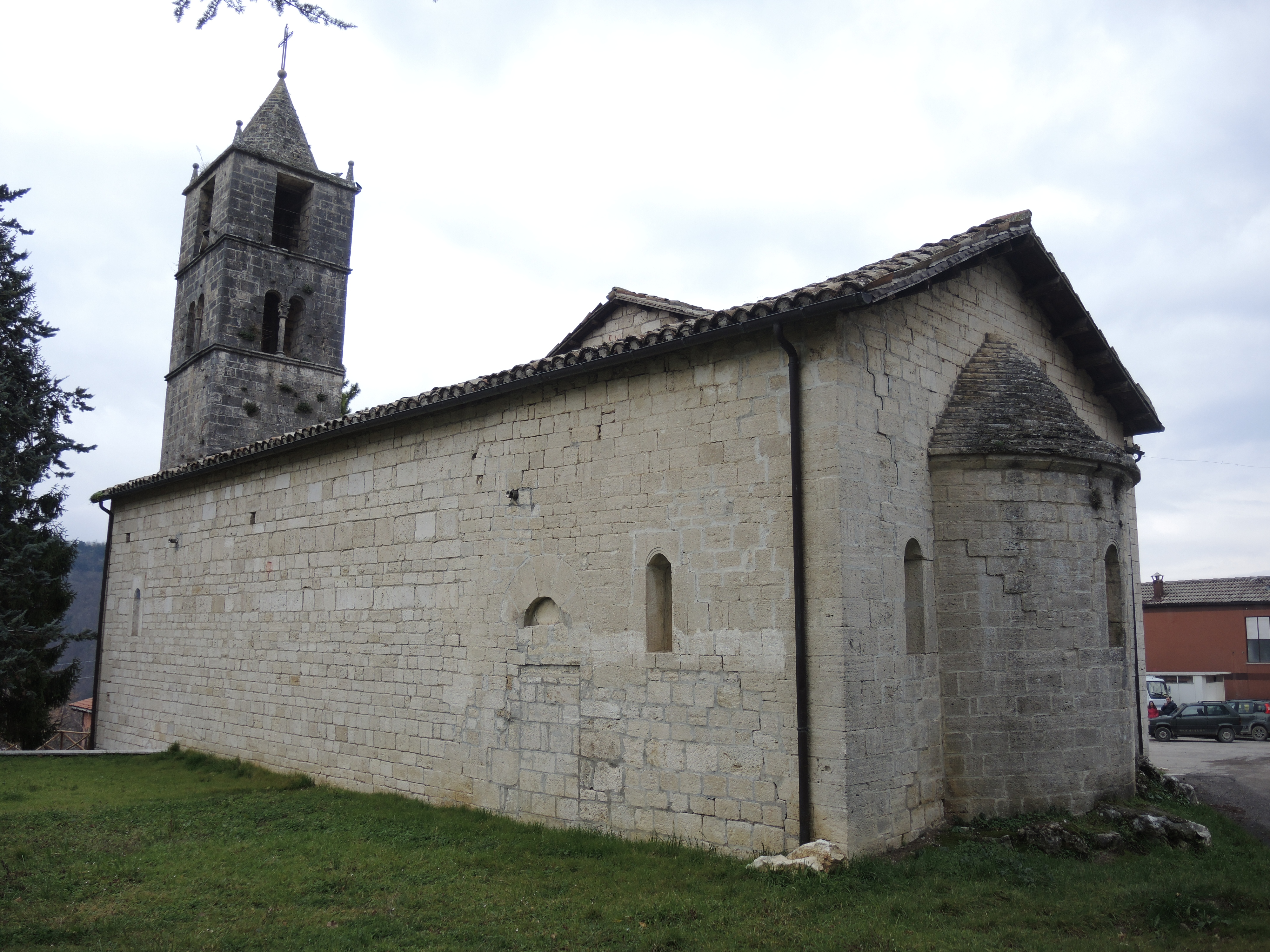
Abside e navata originale della chiesa di San Vito

- Chiesa di San Vito (XII secolo) - sorse come monastero benedettino. Ha conservato la sua fisionomia a pianta rettangolare, con navata unica monoabsidata. Ha il campanile a torre proprio al centro della facciata a capanna, che con un arco a sesto acuto funge da entrata alla chiesa. Negli anni trenta è stato costruito un piccolo edificio di pietra, legato alla chiesa, per il ristoro dei pellegrini.
- Chiesa di Santa Rufina (XII secolo) - possiede un impianto rettangolare a navata unica, con oblò al centro della facciata a capanna, e portale ad arco a sesto acuto. Il campanile laterale è una torre con finestre bifore romaniche.
- Chiesa della SS. Annunziata o S.Maria di Stornazzano: è la chiesa parrocchiale del paese. Fu costruita nel XI secolo, ma rimaneggiata in arte rinascimentale nel XV secolo
- Chiesa di Sant'Antonio Abate (XIII secolo)

### Architetture civili
- Borgo medievale di Valle Castellana;
- Le tre caciare;
- Diverse frazioni abbandonate o semiabbandonate: Laturo, Lepora, Valle Pezzata, Valloni vecchio, Collegrato, Vallecchia.

### Architetture militari

#### Castel Manfrino

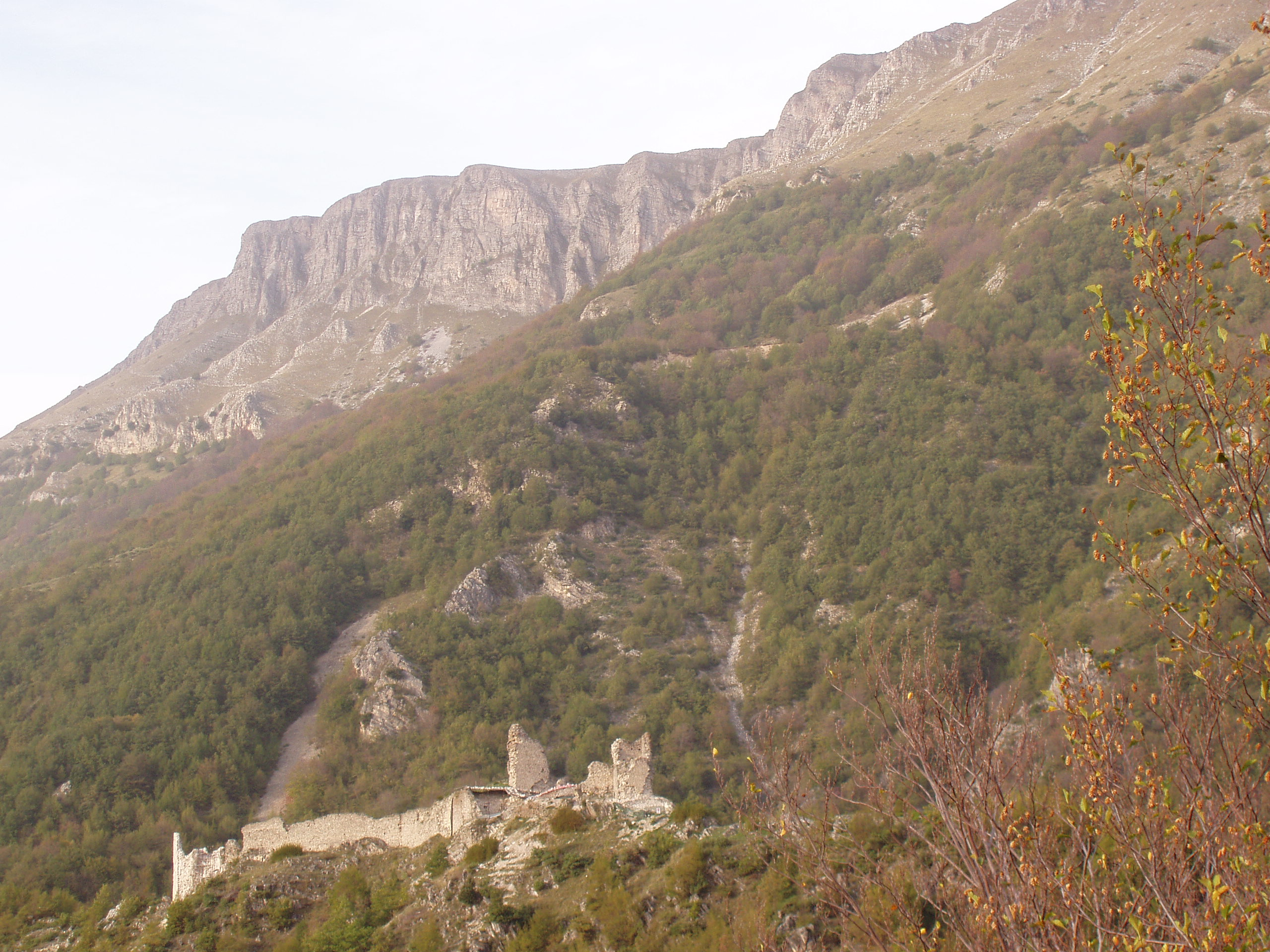
Castel Manfrino

Castel Manfrino fu edificato sui resti di un'antica fortezza romana, costruita a difesa della strada che si dipartiva dalla Via Salaria nei pressi di Amatrice e, attraverso il cosiddetto Passo di Annibale, sboccava nella pianura di Campovalano.
Costruito in epoca bassomedievale tra il XII ed XIII secolo, deve il suo nome a Manfredi di Svevia figlio di Federico II. Lo storico ascolano Secondo Balena cita anche le nomenclature di Castello di re Manfredi e Castel Manfredino divenuti col trascorrere del tempo Castel Manfrino. Nei documenti è menzionato anche come Castrum Maccle, il castro di Macchia. Nel Catalogus Baronum è indicato come feudo di Macclam in Asculo.
Il fortino servì come punto di osservazione ed avvistamento per controllare il tracciato della strada che risaliva dal versante sud della montagna dei Fiori e che dalla località di Civitella del Tronto giunge fino al monte da cui era possibile osservare il versante nord dove si trova la città di Ascoli Piceno. Il castello fu eretto per volere di Manfredi di Sicilia su antecedenti costruzioni fortificate per controllare, insieme con la fortezza di Civitella del Tronto, le sole strade che attraversavano le montagne e che collegavano Ascoli Piceno a Teramo, meglio conosciute come i "percorsi dell'Abruzzo Ascolano".

#### Castello Bonifaci di Vallenquina
Si trova in contrada Vallenquina, ed è stato inaugurato nel 1856. Voluto dal conte Pasquale Bonifaci, e fatto realizzare da Gennaro Della Monica, il castello è un palazzo neogotico, molto simile al Palazzo Della Monica di Teramo. Consiste in un palazzo fortificato con torri quadrangolari, ornate alla sommità da merlature e beccatelli, incastonato in un complesso fortificato di mura, con accesso a portale. Il palazzo ha finestre neogotiche ad arco a sesto acuto, una grande torre centrale merlata, e una piccola cappella familiare, legata al palazzo. La cappella è una piccola chiesetta a navata unica, con campanile a vela.

## Società

### Evoluzione demografica
Abitanti censiti

## Geografia antropica

### Frazioni

#### Vallenquina
Vallenquina è una piccolissima frazione costituita dal Castello Bonifaci, da un pugno di case che circondano l'edificio fortificato e dalla piccola chiesa di San Nicola.
Il suo toponimo è riconducibile al significato «di valle che incute paura, dal latino incubus, usato con questo significato da Jacopone da Todi.»
Il castello compone il nucleo principale del picco borgo rurale. È stato costruito in stile neogotico nel XIX secolo per volontà di Vincenzo Bonifaci, letterato e filosofo, e la sua struttura architettonica ricalca i tratti del Castello Della Monica di Teramo, probabilmente progettato e realizzato dall'artista Gennaro Della Monica. Sull'architrave di una porta, posta tra la facciata e il cortile interno, si legge scolpita la data 1856. Nel corpo di fabbrica si distingue una torre centrale, a base quadrata, che si conclude con merlature e opere in aggetto.

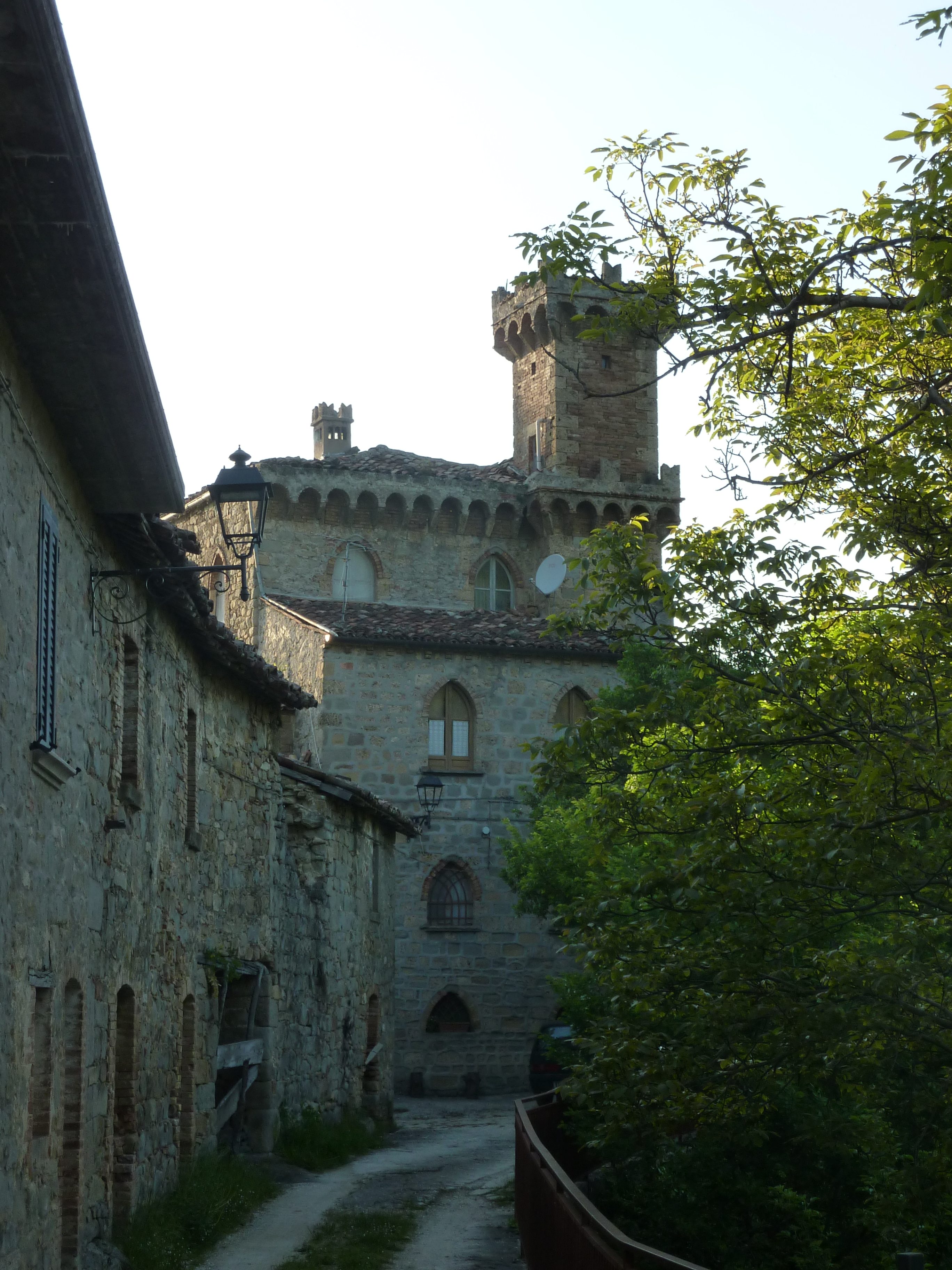
Castello Bonifaci
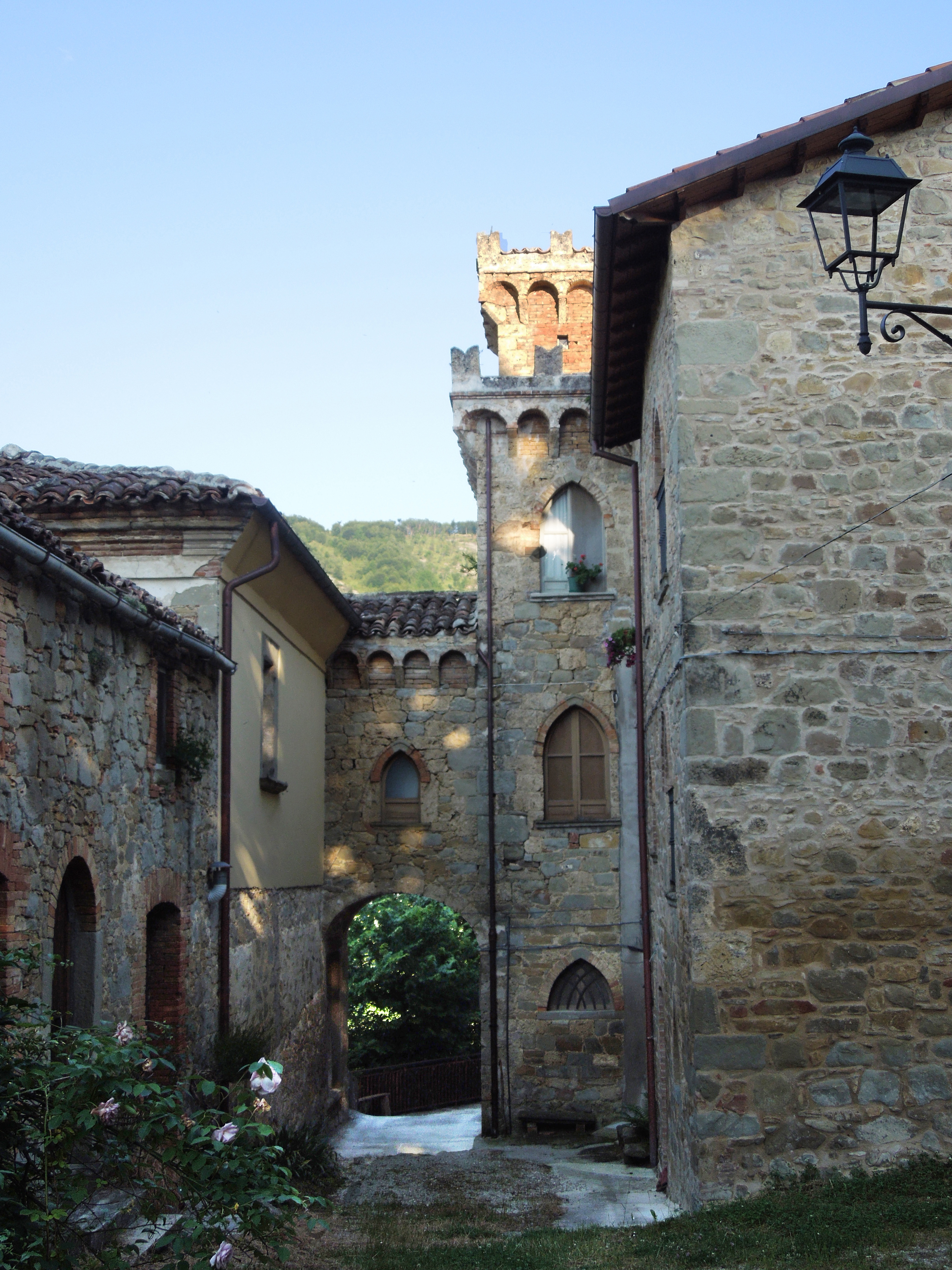
Cortile interno
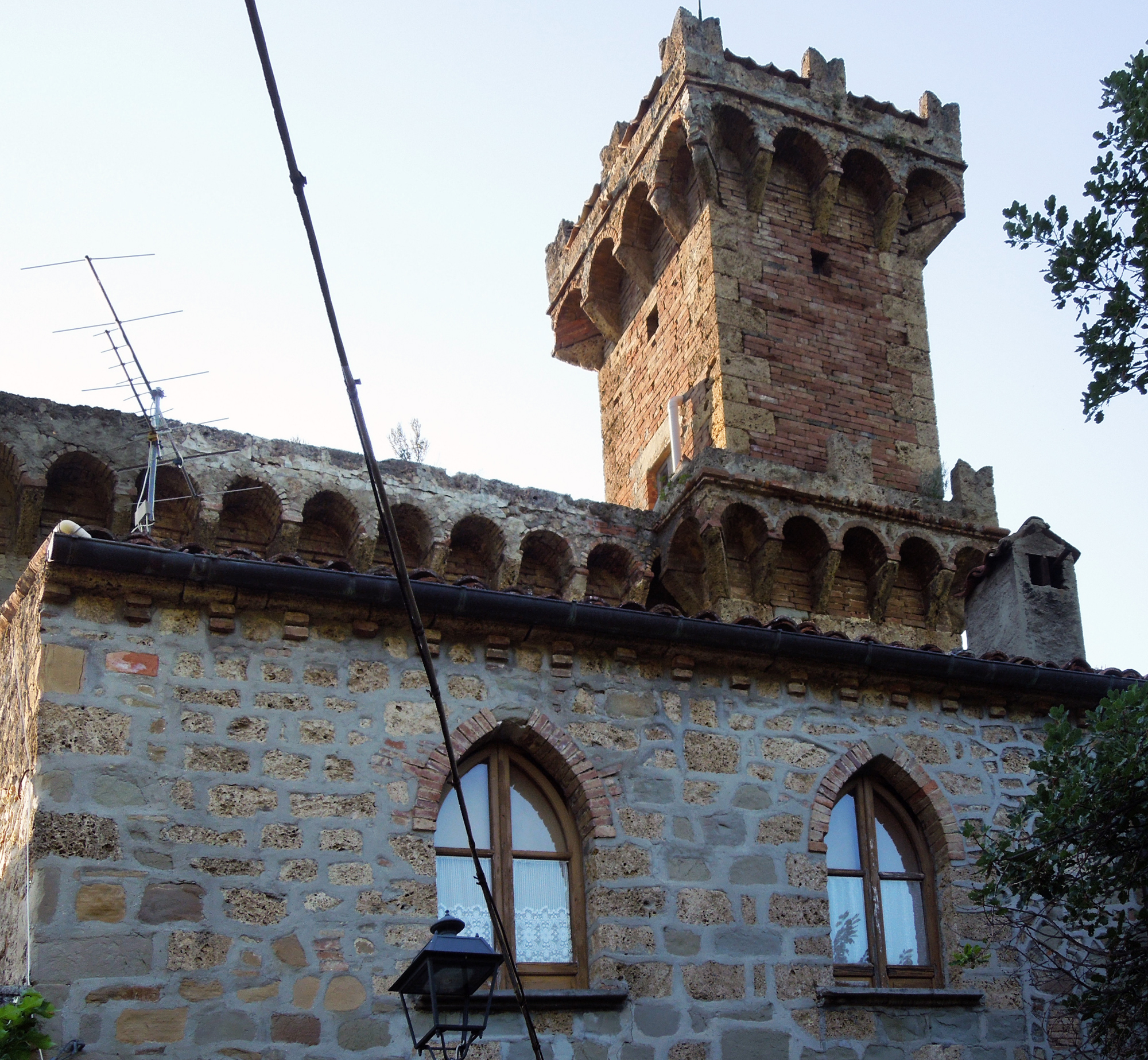
Particolare della torre

## Amministrazione
| Periodo        | Periodo        | Primo cittadino       | Partito                                                            | Carica  | Note          |
| -------------- | -------------- | --------------------- | ------------------------------------------------------------------ | ------- | ------------- |
| 12 giugno 1994 | 26 maggio 2002 | Vincenzo De Dominicis | Lista civica di centro-destra (1994-1998) Lista civica (1998-2002) | Sindaco | [ 20 ] [ 21 ] |
| 27 maggio 2002 | 27 maggio 2007 | Massimo Di Giacinto   | Lista civica di centro-destra                                      | Sindaco | [ 22 ]        |
| 28 maggio 2007 | 11 giugno 2017 | Vincenzo Esposito     | Lista civica Capoluogo e frazioni                                  | Sindaco | [ 23 ]        |
| 12 giugno 2017 | in carica      | Camillo D'Angelo      | Lista civica Montagna è futuro                                     | Sindaco | [ 1 ]         |

### Proposta di aggregazione alle Marche
Nel comune di Valle Castellana, l'8 marzo 2020, si è tenuto un referendum per chiedere alla popolazione di passare alla provincia di Ascoli Piceno e quindi alla regione Marche. La proposta di aggregazione alle Marche è stata bocciata in quanto il referendum non ha raggiunto il quorum necessario della maggioranza degli elettori. L'affluenza è stata del 25,6%.

## Curiosità
Valle Castellana è l'unico comune abruzzese che si trova sotto la giurisdizione del Tribunale di Ascoli Piceno e quindi a sua volta sotto la giurisdizione della Corte d'appello di Ancona. Fa parte in gran parte della Diocesi di Ascoli. La parte sud orientale fa parte della Diocesi di Teramo. Ciò nonostante, Valle Castellana e il suo territorio hanno fatto parte quasi interamente per settecento anni all'Abruzzo e al Regno di Napoli, del quale era uno degli avamposti settentrionali. A conferma di ciò, gli usi e costumi, la gastronomia e il dialetto, che sono propri dell'Abruzzo montano.

## Sport
In località San Giacomo si trova una stazione sciistica, costituita da 
diversi impianti di risalito, ed alcune piste da sci nordico e fondo.
Il 25 maggio 2002 la 13ª tappa del Giro d'Italia 2002 si è conclusa in località San Giacomo, sulle pendici della Montagna dei Fiori, con la vittoria del messicano Julio Alberto Pérez Cuapio.